# Син Никлас
Син Никлас (хол. Sint-Niklaas) је општина у Белгији у региону Фландрија у покрајини Источна Фландрија. Према процени из 2007. у општини је живело 70.016 становника.

## Становништво
Према процени, у општини је 1. јануара 2015. живело 74.289 становника.
| 1984.  | 2000.  | 2010. | 2015. |
| ------ | ------ | ----- | ----- |
| 68.277 | 68.290 | 71806 | 74289 |